# Rhyparus micros
Rhyparus micros är en skalbaggsart som beskrevs av Bordat 1996. Rhyparus micros ingår i släktet Rhyparus och familjen Aphodiidae. Inga underarter finns listade i Catalogue of Life.